# سرزمین (فیلم ۲۰۱۶)
سرزمین (به انگلیسی: The Land) یک فیلم سینمایی آمریکایی درام محصول سال ۲۰۱۶ به نویسندگی و کارگردانی استیون کیپل جونیور است. بازیگران این فیلم خورخه لندبورگ جونیور، مویسس آریاس، رافی گراورن لیندا ایمند، کیم کوتس، ناتالی مارتینز، مشین گان کلی، اریکا بادو و مایکل کی ویلیامز هستند. این فیلم در تاریخ ۲۹ ژوئیه ۲۰۱۶، توسط کمپانی آی‌اف‌سی فیلمز منتشر شد.

## داستان
چهار پسر ماجراجو تصمیم می‌گیرند تابستان خود را به فرار از خیابان‌های کلیولند، اوهایو بگذارند و به امید یک زندگی رؤیایی و یادگرفتن حرفه‌ای اسکیت بورد اختصاص دهند. اما وقتی که اتفاقی آن‌ها را درگیر خود می‌کند همه چیز عوض می‌شود و…

## انتشار فیلم
اولین بار این فیلم در جشنواره فیلم ساندنس در ۲۶ ژانویه ۲۰۱۶ به نمایش درآمد. این فیلم در تاریخ ۲۹ ژوئیه ۲۰۱۶، توسط کمپانی آی‌اف‌سی فیلمز منتشر شد.